# Little Dorrit (série de televisão)
Little Dorrit é uma minissérie de televisão britânica de 2008, baseada no romance homônimo de Charles Dickens, publicado originalmente entre 1855 e 1857. O roteiro é de Andrew Davies e os episódios foram dirigidos por Adam Smith, Dearbhla Walsh e Diarmuid Lawrence.
A série foi uma produção conjunta da BBC e da emissora estadunidense WGBH-TV. Foi originalmente transmitido pela BBC One e BBC HD, a partir de 26 de outubro de 2008. Nos Estados Unidos, foi ao ar em cinco episódios como parte da série Masterpiece da PBS entre 29 de março e 26 de abril de 2009.
A série ganhou sete prêmios Emmy, incluindo o de melhor minissérie.

## Elenco
- Claire Foy como Amy Dorrit
- Matthew Macfadyen como Arthur Clennam
- Judy Parfitt como Sra. Clennam
- Tom Courtenay como William Dorrit
- Andy Serkis como Rigaud / Blandois
- Eddie Marsan como Sr. Pancks
- Emma Pierson como Fanny Dorrit
- James Fleet como Frederick Dorrit
- Arthur Darvill como Edward "Tip" Dorrit
- Anton Lesser como Sr. Merdle
- Amanda Redman como Sra. Merdle
- Sebastian Armesto como Edmund Sparkler
- Alun Armstrong como Jeremiah / Ephraim Flintwinch
- Sue Johnston como Affery Flintwinch
- Georgia King como Minnie "Pet" Meagles
- Alex Wyndham como Henry Gowan
- Bill Paterson como Sr. Meagles
- Janine Duvitski como Sra. Meagles
- Ruth Jones como Flora Casby Finching
- John Alderton como Christopher Casby
- Annette Crosbie como tia do Sr. F
- Zubin Varla como Daniel Doyce
- Russell Tovey como John Chivery
- Ron Cook como Sr. Chivery
- Freema Agyeman como Tattycoram
- Maxine Peake como Miss Wade
- Harriet Walter como Sra. Gowan
- Jason Thorpe como Jean-Baptiste Cavalletto
- Jason Watkins como Sr. Plornish
- Rosie Cavaliero como Sra. Plornish
- Eve Myles como Maggy
- Robert Hardy como Tite Barnacle [Sr]
- Darren Boyd como Tite Barnacle Jr
- Pam Ferris como Sra. Hortensia General
- Nicholas Jones como mordomo do Sr. Merdle
- Geoffrey Whitehead como Doutor
- Nicholas Blane como Advogado
- Angus Barnett como Slingo, o corretor de cavalos
- Skye Bennett como menina
- Ian McElhinney como Sr. Clennam, o falecido pai de Arthur
- Elliot Francis como menino de recados